# Macrotis leucura
El bilbi menor (Macrotis leucura) es una especie extinta de marsupial peramelemorfo de la familia Peramelidae. Era similar al conejo y vivía en los desiertos de Australia Central. Desde las décadas de 1950 y 1960, está extinto.

## Descripción
El bilbi menor era un marsupial de tamaño grande 
con una masa corporal de 300 a 450 gramos (11 a 16 onzas). Su color de piel va desde marrón amarillento pálido a gris-marrón con pelo blanco pálido o blanco amarillento en el vientre, con las extremidades y la cola blanca. La cola de este animal era larga, aproximadamente el 70 % del total de su longitud cabeza-cuerpo.

## Distribución y hábitat
Muy poco se sabe acerca de su antigua área de distribución, ya que la especie fue recolectada solo seis veces en la historia moderna, con el primer ejemplar procedente de una región desconocida.
En tiempos modernos esta especie era endémica del desierto de Gibson y de Gran Desierto Arenoso del árido centro de Australia y al noreste de Australia Meridional y al adyacente hacia el sudeste Territorio del Norte en la mitad norte de la Cuenca del Lago Eyre.
Prefirió vivir en los desiertos arenosos y limosos, llanuras de arena y dunas cubiertas de Spinifex, Acacia aneura, Zygochloa y/o pasto Tussok, así como en pastizales de Triodia con escasos árboles bajos y arbustos.

## Ecología y comportamiento
El bilbi menor, al igual que sus familiares sobrevivientes, era un animal estrictamente nocturno. Tenía una alimentación omnívora a base de hormigas, termitas, raíces, semillas, etc.; además, cazaban y se alimentaban de roedores nativos.
Hacían su madriguera en las dunas de arena, la construcción de madrigueras de 2-3 metros (6 pies 7-9 pies 10 pulg) de profundidad y cerraban la entrada con arena suelta por el día. Se sugiere que pudo haber criado no estacionalmente y los partos gemelares eran la norma para esta especie.
A diferencia de su pariente vivo el bilbi mayor, el bilbi menor fue descrito como agresivo y tenaz. Finlayson escribió que este animal era "feroz e intratable, y rechazó los intentos más discretas para manejarlos por picaduras repetidas salvajes romperse y sonidos fuertes silbidos".

## Extinción

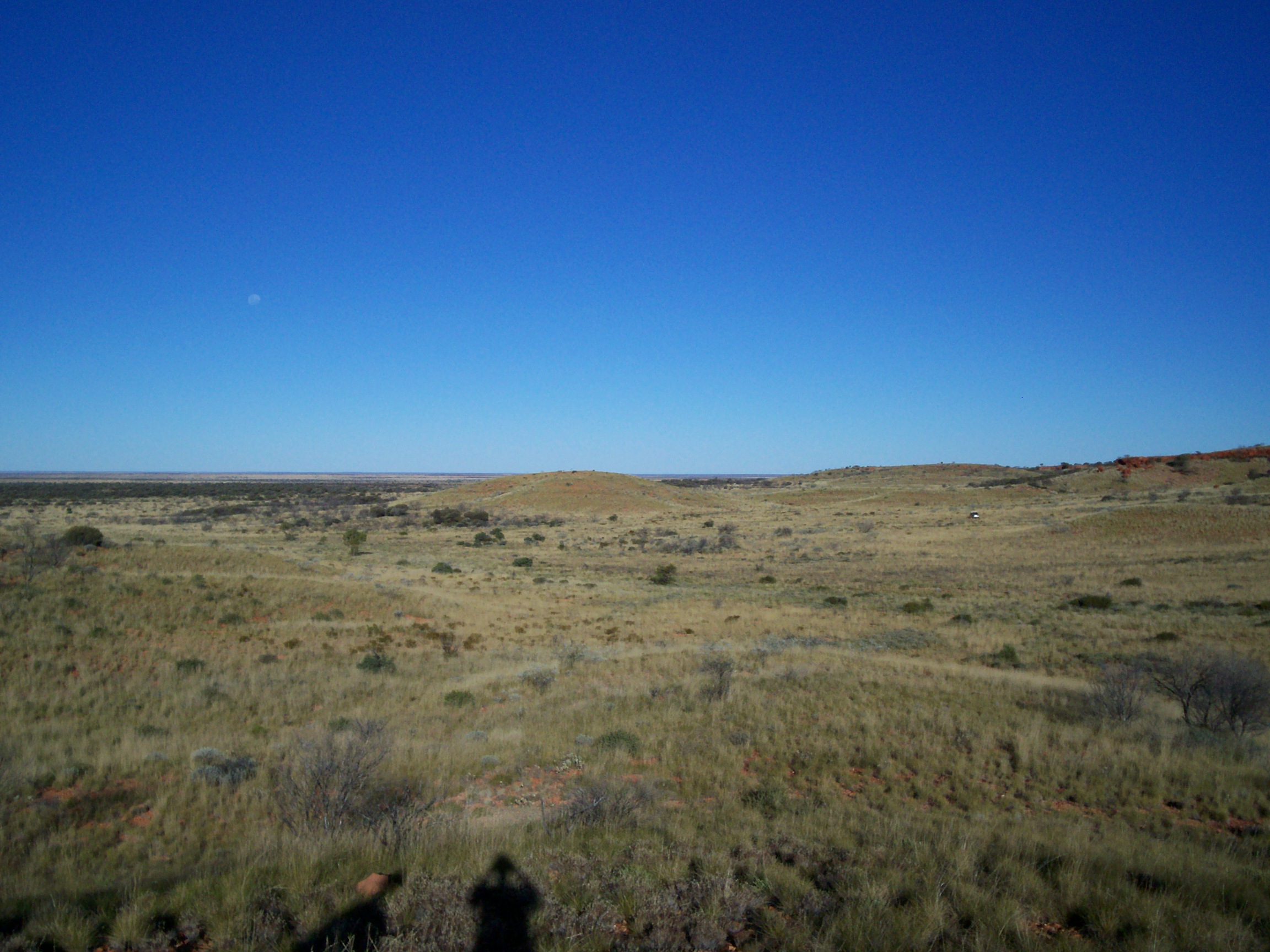
Desierto de Gibson, habitat del bilby menor

El paisaje cubierto de Spinifex del desierto de Gibson fue el hábitat natural de la bilby menor.
Desde su descubrimiento en 1887, la especie fue vista o cazada pocas veces y se mantuvo relativamente desconocida para la ciencia. En 1931, Finlayson encontró muchos de ellos cerca de la estación de Cooncherie, recogiendo 12 especímenes vivos. Aunque de acuerdo con Finlayson este animal era abundante en esa zona, estos fueron los últimos Bilbies menores que pudieron cogerse con vida.
El último ejemplar que se ha encontrado fue un cráneo recogido debajo de un nido de águila audaz en 1967 en Gap Steele en el desierto de Simpson, North West Territory. Los huesos se estimó que databan de hacía menos de 15 años.
El descenso en el número de la bilby menor y en última instancia su extinción se atribuye a varios factores diferentes. 
La tradición oral indígena australiana sugiere que esta especie posiblemente sobrevivió hasta la década de 1960.
La introducción de depredadores foráneos, como el gato y el zorro, la caza como alimento por los aborígenes australianos, la competencia con los conejos por los alimentos, los cambios en el régimen de incendios y la degradación del hábitat, han sido culpados de la extinción de esta especie. Sin embargo, Jane Thornback y Jenkins Martin sugieren en su libro que la vegetación en la parte principal de su área de distribución se mantuvo intacta, con poca evidencia de ganado de pastoreo o de conejos y de tampoco a los gatos y los zorros como la causa más probable de la extinción de la bilby menor.